# Chelidonium majus

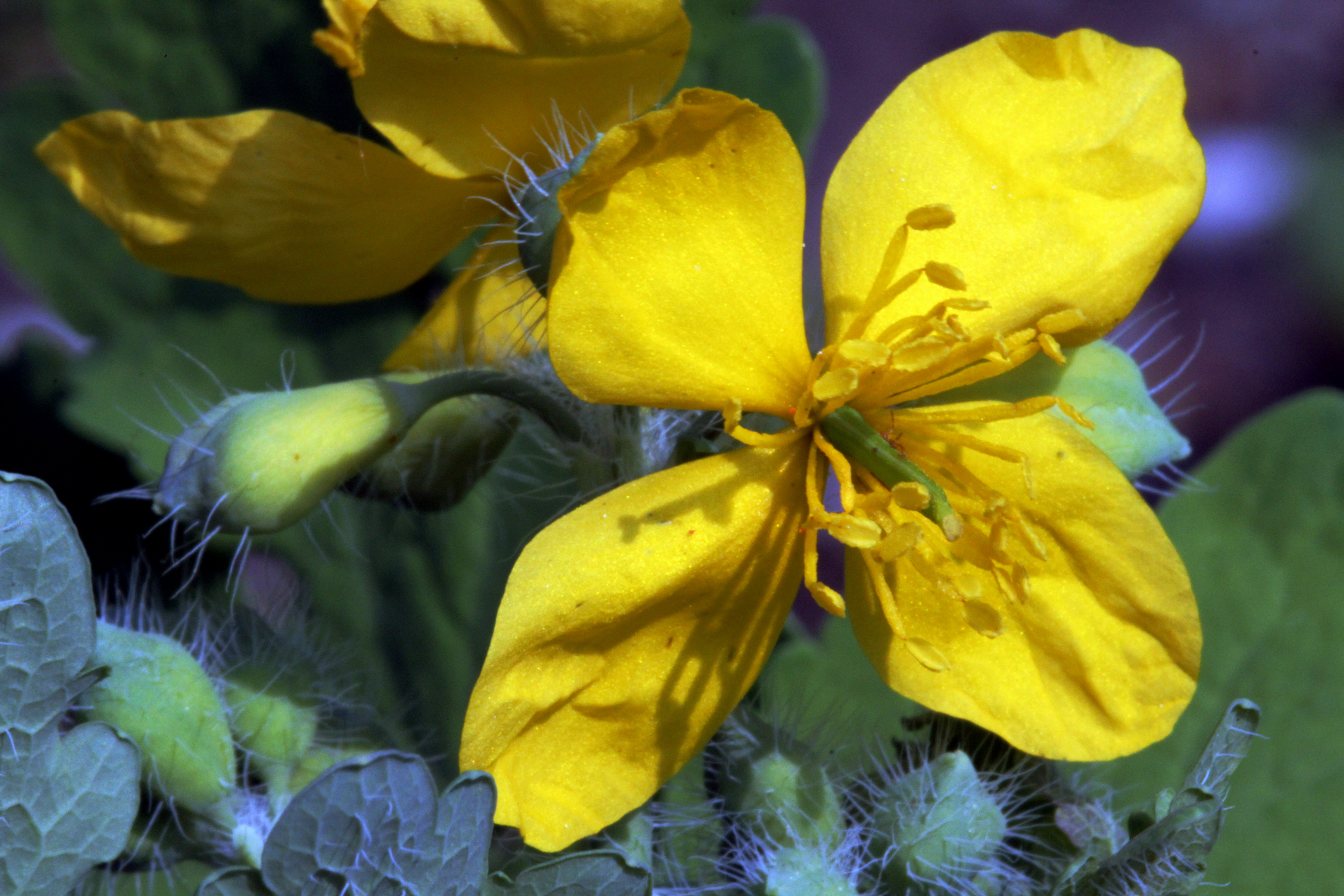
Flor

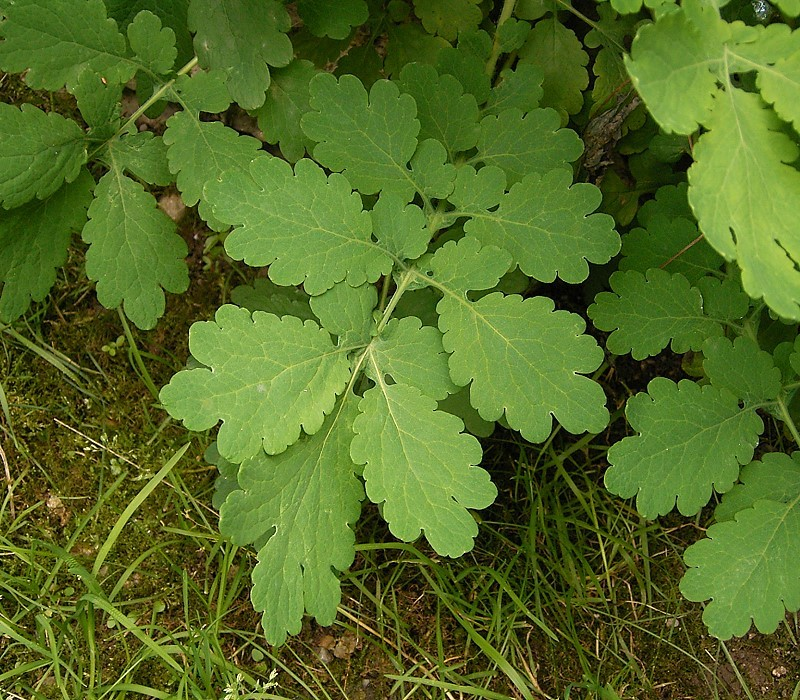
Detalle de las hojas

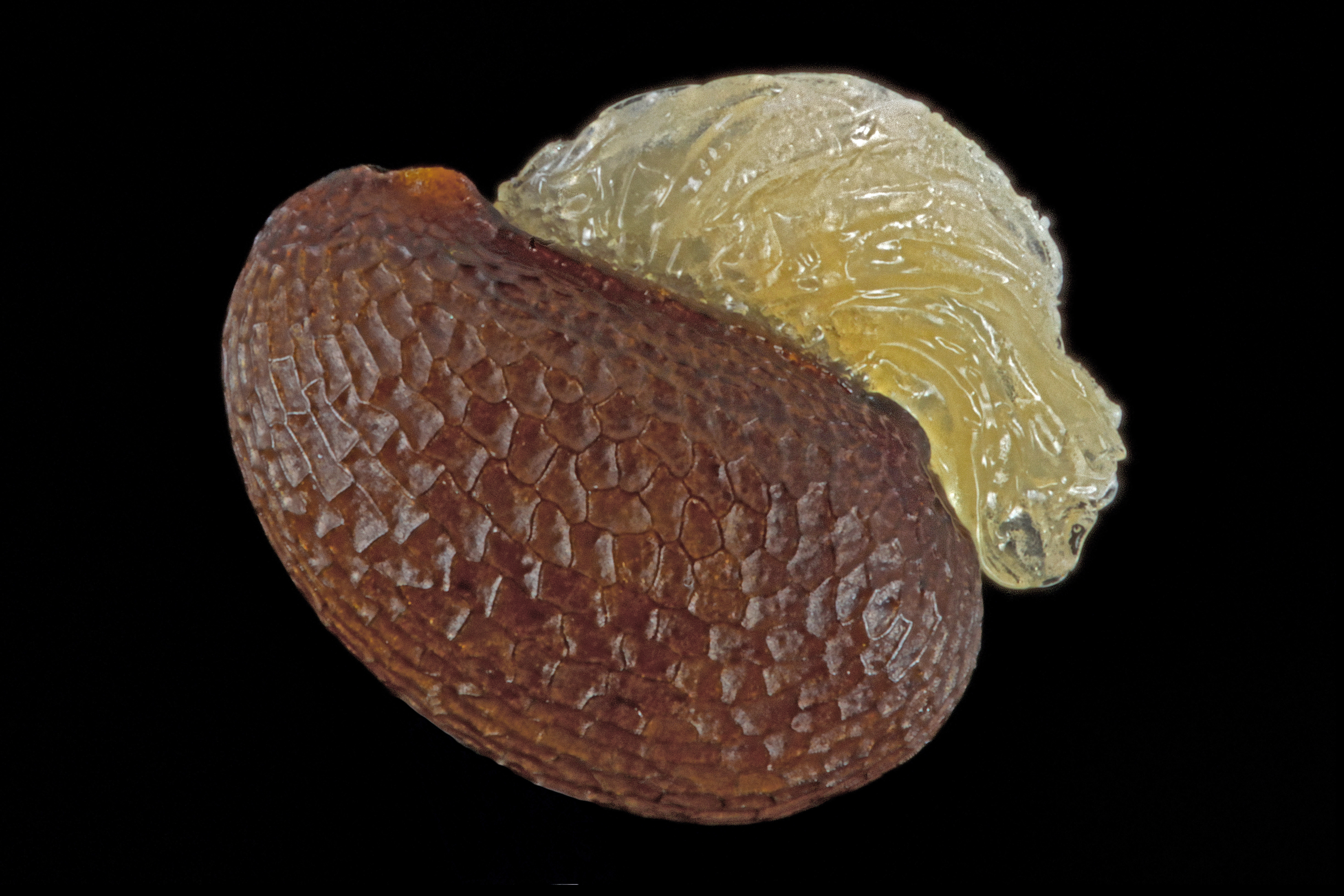
Detalle de la semilla en el que se puede ver el estrofíolo (cuerpo esponjoso de color amarillo)

Chelidonium majus, también conocida como celidonia mayor o hierba golondrinera, es una planta herbácea perenne de la familia de las amapolas (Papaveraceae). Es la única especie del género Chelidonium.

## Descripción
Es una herbácea perenne con tallos erectos de 30-80 cm de altura, muy ramificados y frágiles. Las hojas son alternas, pinnatisectas, con tres a siete folíolos irregularmente crenados, pinnatífidos y obtusos, glaucos por el envés y con numerosos pelos.
Las flores aparecen en inflorescencias umbeliformes axilares a las hojas durante todo el año. El cáliz está formado por dos sépalos verdosos, caedizos en la antesis. La corola, de 1,5 a 2,5 cm de diámetro, tiene cuatro pétalos amarillos, cada uno de un centímetro aproximadamente, y numerosos estambres. El gineceo es bicarpelar, con ovario súpero que fructifica en una cápsula alargada de tres a cinco centímetros de longitud con dehiscencia valvar. Toda la planta produce un característico látex anaranjado.
Las cápsulas recuerdan a una silicua (al abrirse caen las dos valvas, permaneciendo la zona de las placentas con las semillas). Las semillas son pequeñas y negras, con arilo y eleosoma; este atrae a las hormigas, que dispersan las semillas —mirmecocoria—.

## Distribución y hábitat
Planta originaria de Europa y la cuenca mediterránea.  También es común en América , ya que fue introducida por colonos europeos, quienes la usaban para curar las verrugas ya en 1672.  Toda la planta es tóxica, y contiene varios alcaloides; puede causar dermatitis también, sobre todo la savia.
Se encuentra en herbazales nitrófilos, en lugares sombreados y frescos, sobre todo en tapias, escombreras y viejos muros.

## Principios activos
- Ácido chelidónico (gamma pirona dicarbónico) es un compuesto heterocíclico oxigenado.
- Alcaloides derivados de la fenantridina (chelidonina, es la principal, cheleritrina y sanguinarina).
- Derivados isoquinoléicos (protopina).
- Alfa y beta allocriptopina
- Berberina y sustancias relacionadas (coptisina, estilopina).[5]

## Propiedades
Se utiliza la planta entera y el látex al que se atribuyen propiedades curativas de las verrugas. Por su contenido en alcaloides posee propiedades antiespasmódicas, coleréticas y colagogas, hipolipemiante (ac. chelidónico), sedante del SNC, hipnótica, analgésica y antitusivo de acción central. Antiasmáticas, antivírico y antimitótica (sanguinarina y chelidonina).
Se utiliza en uso interno en disquinesias de vías biliares, bronquitis, asma, tos irritativa, etc.
Su jugo es cáustico y se utiliza en uso externo para ayudar a cerrar heridas y contra verrugas, callos y tumores.
A grandes dosis, la ingestión de la planta fresca y del látex, provoca somnolencia, parálisis de las terminaciones nerviosas sensitivas y bradicardia. Se recomienda administrarla mezclada con otras plantas, nunca sola por su toxicidad y no administrarla en dosis elevadas durante mucho tiempo (citotóxico a grandes dosis debido a la coptisina).
Existen datos clínicos que sugieren que podría ser eficaz en el tratamiento de la dermatitis atópica.
Según Maurice Mességué las golondrinas frotan partes de la planta en los ojos de las crías que no pueden abrir los ojos. El látex cáustico abre las trampillas de la piel permitiendo ver a las golondrinas.[cita requerida]

## Taxonomía
Chelidonium majus   fue descrita por Carlos Linneo y publicado en Species Plantarum 1: 505–506. 1753.
Etimología: 
Chelidonium: nombre genérico que deriva del griego chelidon = (golondrina).
majus: epíteto latino que significa "el más grande".
Sinonimia
- Chelidonium haematodes Moench
- Chelidonium laciniatum Mill.
- Chelidonium laciniatum var. fumariifolium DC.
- Chelidonium luteum Gilib.
- Chelidonium murale P.Renault
- Chelidonium olidum Tarscher. ex Ott
- Chelidonium quercifolium Willemet
- Chelidonium ruderale Salisb.
- Chelidonium umbelliferum Stokes

subsp. grandiflorum (DC.) Printz
- Chelidonium cavaleriei H.Lév.
- Chelidonium dahuricum DC.
- Chelidonium grandiflorum DC.[11]

## Nombres comunes
Cedueña, celdueña, celedonia, celedonio, celidonia, celidonia mayor, celidoña, celidueña, celidueña fina, cerdoña, cerdueña, ceredonia, ceredueña, ceridonia, ceridoña, ceridueña, cerigüeña, ceruda, cevuda, chiledonia, ciledonia, cilidonia, cilidueña, cirgüeña, ciridueña, cirigüeña, cirigüeya, cirirueña, dilidonia, flor de la golondrina, golondrinera, gran luz, hierba de la golondrina, hierba de las golondrinas, hierba de las verrugas, hierba del iodo, hierba golondrinera, hierba verruguera, hirundinaria, pedigüeña, piohuelo, planta del yodo, quitaverrugas, selidonia, verrugera, verruguera, yerba de las golondrinas, yerba del pordiosero, yerba verruguera, yeteira, zapatitos del Niño Jesús.